# کیم سو اون
کیم سو اون (کره‌ای: 김소은؛ زادهٔ ۶ سپتامبر ۱۹۸۹) بازیگر اهل کره جنوبی است. او در سال ۲۰۰۹ با بازی در درام تلویزیونی محبوب پسران فراتر از گل‌ها به شهرت رسید. او از آن زمان در مجموعه‌های تلویزیونی خوشحالی در باد (۲۰۱۰)، هزاران بوسه (۲۰۱۱–۱۲)، بازی دروغین (۲۰۱۴)، دانشمند شبگرد (۲۰۱۵)، گپ سون ما (۲۰۱۸)، همیشه‌سبز (۲۰۱۸)  دکتر اسب ایفای نقش کرده‌است.

## فیلم‌شناسی

### فیلم
| سال  | عنوان                 | نقش        |
| ---- | --------------------- | ---------- |
| ۲۰۰۴ | دو پسر                | بیت پارت   |
| ۲۰۰۶ | اهمیت خانواده         |            |
| ۲۰۰۶ | پرواز کن پدر          | جانگ دا می |
| ۲۰۰۷ | نمایش باید ادامه یابد | هی-سو      |
| ۲۰۰۷ | کسی پشت سر تو         | کیم گا یون |
| ۲۰۱۴ | مزار صبح              | سه-هی      |
| ۲۰۱۴ | گیر انداختن           | کوت نیپ    |
| ۲۰۱۵ | فانوس آسمان           |            |
| ۲۰۲۰ | ما عاشق بودیم؟        | سو-جونگ    |

### مجموعه تلویزیونی
| سال       | عنوان                                             | نقش                                   | منابع       |
| --------- | ------------------------------------------------- | ------------------------------------- | ----------- |
| ۲۰۰۵      | خواهران دریا                                      | جوانی سونگ جونگ هی                    |             |
| ۲۰۰۵      | داستان عشق غم انگیز                               | جوانی پارک هه این                     |             |
| ۲۰۰۶      | دراما سیتی «اولین عشق»                            | جونگ هی                               |             |
| ۲۰۰۷      | پلیس چوسان فصل ۱                                  | سو هی (مهمان، قسمت ۹)                 |             |
| ۲۰۰۹      | امپراتریس چون‌جو                                   | جوانی ملکه هوانگ‌بو سو                 |             |
| ۲۰۰۹      | پسران فراتر از گل‌ها                               | چو گا ئول                             |             |
| ۲۰۰۹      | کسی که نمی‌تواند ازدواج کند                        | جونگ یو جین                           |             |
| ۲۰۱۰      | شادی در باد                                       | کوان اوه بوک                          | [ ۱ ]       |
| ۲۰۱۱      | هزاران بوسه                                       | وو جو می                              | [ ۲ ]       |
| ۲۰۱۲      | پایان شاد                                         | کیم اون ها                            | [ ۳ ]       |
| ۲۰۱۲      | دکتر اسب                                          | پرنسس سوک‌هی                           |             |
| ۲۰۱۴      | بازی دروغ                                         | نام دا جونگ                           | [ ۴ ]       |
| ۲۰۱۵      | دانشمند شبگرد                                     | چوی هه ریونگ/ لی میونگ هی             | [ ۵ ] [ ۶ ] |
| ۲۰۱۶–۲۰۱۷ | گپ سون ما                                         | شین گپ سون                            | [ ۷ ]       |
| ۲۰۱۷      | درام ویژه - تو نزدیکتر از اون هستی که فکرشو می‌کنم | هونگ ته را                            | [ ۸ ]       |
| ۲۰۱۸      | همیشه سبز                                         | سو یو ری                              |             |
| ۲۰۲۰      | برای عاشق شدن تنهایی هم کافیه                     | لی نا اون                             |             |
| ۲۰۲۱      | خانه مجله ماهانه                                  | کیوتی پای (حضور افتخاری قسمت‌های ۸، ۹) |             |
| ۲۰۲۲      | سه خواهر و برادر جسور                             | کیم سو ریم                            | [ ۹ ]       |